# Lexie Hull
Lexie Lauren Hull  (ur. 13 września 1999 w Liberty Lake) – amerykańska koszykarka, występująca na pozycji rzucającej, obecnie zawodniczka Indiany Fever.

## Osiągnięcia
Stan na 6 marca 2023, na podstawie, o ile nie zaznaczono inaczej.

### NCAA
- Mistrzyni:
  - NCAA (2022) (2021)
  - turnieju konferencji Pac 12 (2019, 2021, 2022)
  - sezonu regularnego Pac 12 (2021, 2022)
- Uczestniczka rozgrywek:
  - Final Four turnieju NCAA (2021, 2022)
  - Elite 8 turnieju NCAA (2019, 2021, 2022)
- Laureatka nagród:
  - Senior CLASS Award (2022)
  - Elite 90 Award (2022)
- Sportsmenka-stypendystka roku Pac-12 (2022)
- Zaliczona do:
  - I składu:
    - CoSIDA Academic All-America (2021, 2022)
    - Pac 12 (2020–2022)
    - defensywnego Pac 12 (2020, 2022)
    - CoSIDA Academic All-District (2020–2022)
    - turnieju:
      - NCAA Final Four (2021)
      - regionalnego NCAA (2021, 2022)
      - Pac 12 (2021)

  - składu:
    - honorable mention najlepszych pierwszorocznych zawodniczek Pac-12 (2019)
    - Pac-12 Academic Honor Roll (2020–2022)
- Najlepsza pierwszoroczna zawodniczka kolejki konferencji Pac 12 (4.03.2019)
- Liderka Pac 12 w:
  - średniej przechwytów (2022 – 2,2)
  - liczbie przechwytów (2022 – 78)

### Reprezentacja
3x3
- Brązowa medalistka mistrzostw Ameryki 3x3 (2022)[5]
- Wicemistrzyni świata U–23 3x3 (2022)[6]